# 福山市民病院
福山市民病院（ふくやましみんびょういん）は、広島県福山市にある市立病院。備後圏域５市２町（三原市・尾道市・府中市・世羅町・神石高原町・笠岡市・井原市）の基幹病院である。広島県災害拠点病院、地域医療支援病院などに指定されている。

## 沿革
- 1962年（昭和37年）9月 - 福山市国民健康保険大門病院として開院[3]。
- 1967年（昭和42年）4月 - 福山市大門病院に改称[3]。
- 1977年（昭和52年）8月 - 現在地に移転し、福山市市民病院に改称[3]。
- 1978年（昭和53年）5月 - 同病院内に福山市立蔵王小学校病弱学級を開設[4][5]。
- 1980年（昭和55年）4月 - 同病院の診療科目に心臓血管外科を増設[3]。
- 1982年（昭和57年）5月 - 同病院、救急病院の告示[3]。
- 1983年（昭和58年）12月 - 同病院、福山地区病院群輪番制二次救急医療を実施[3]。
- 1985年（昭和60年）1月 - 同病院の病床数が300床に増加[3]。
- 1989年（平成元年）4月 - 同病院の診療科目に精神科と神経内科循環器科を増設[3]。
- 1994年（平成6年）9月 - 同病院の診療科目に麻酔科を増設[3]。
- 1997年（平成9年）2月 - 同病院を災害拠点病院に指定[3]。
- 2002年（平成14年）
  - 1月 - 同病院、救命救急センターの設置も含め県知事が増床を許可[3]。
  - 4月 - 同病院の診療科目に皮膚科を増設。また、同病院の増改築工事を着工[3]。
- 2003年（平成15年）
  - 4月 - 同病院に臨床研修病院の指定を受ける地域医療連携室を開設[3]。
  - 7月 - 同病院を福山市民病院に改称[3]。
  - 9月 - 同病院を全館禁煙化[3]。
  - 12月 - 同病院新館の供用を開始[3]。
- 2004年（平成16年）4月 - 同病院を第二種感染症指定医療機関に指定[3]。
- 2005年（平成17年）
  - 2月 - 同病院の増改築工事が完了[3]。
  - 4月 - 同病院に救命救急センターを開設。また、新病院の供用を開始[3]。
  - 8月 - 同病院、2床増床の許可を受け400床に増加[3]。
- 2006年（平成18年）
  - 3月 - 広島県福山市と同県深安郡神辺町の市町村合併により同病院に福山市民病院付属神辺診療所を編入[3]。
  - 4月 - 同病院の診療科目に緩和ケア科を増設。また、同病院にヘリコプター離着陸場を使用開始[3]。
  - 7月 - 同病院が病院機能評価Ver.5.0に認定[3]。
  - 8月 - 同病院の診療科目に形成外科を増設。また、同病院を地域がん診療連携拠点病院の指定[3]。
- 2007年（平成19年）4月 - 同病院が「セカンドオピニオン外来」相談を開始。また、同病院にリハビリ公園(蔵王緑地)を開園[3]。
- 2008年（平成20年）
  - 4月 - - 同病院の診療科目に腫瘍内科、病理診断科、救急科を増設。また、同病院に循環器科を循環器内科に改称。さらに、同病院に院内保育施設「ひまわり」を開園[3]。
  - 8月 - 同病院の敷地内を禁煙化[3]。
- 2009年（平成21年）
  - 4月 - 同病院の診療科目に乳腺外科を新設。また、DPC対象病院に指定[3]。
  - 8月 - 広島県知事が同病院に対して地域医療支援病院の名称使用を承認[3]。
  - 10月 - 同病院を肝疾患診療連携拠点病院に選定[3]。
  - 11月 - 同病院に肝疾患相談室を開設[3]。
- 2010年（平成22年）4月 - 同病院に広報室を設置[3]。
- 2011年（平成23年）
  - 4月 - 同病院に循環器内科と心臓血管外科における心臓血管センターを設置[3]。
  - 5月 - 同病院に病院機能評価Ver.6.0について更新認定の通知[3]。
  - 10月 - 同病院の産科医療を再開[3]。
- 2012年（平成24年）
  - 1月 - 同病院、院外処方を開始[3]。
  - 4月 - 同病院の診療科目に呼吸器外科と臨床検査科を新設。また、同病院の放射線科を放射線診断・IVR科と放射線診断科に細分化[3]。
- 2013年（平成25年）
  - 2月 - 同病院の増築部分である西館が完成[3]。
  - 3月 - 同病院の西館を一般公開。また、同病院に東立体駐車場が完成し供用を開始。さらに、福山市民病院付属加茂診療所の診療を終了し、閉鎖[3]。
  - 4月 - 同病院の病床数が506床に増加。また、同病院の診療科目にがんペインクリニック内科と歯科口腔外科を新設。さらに、同病院の中央手術部に集中治療室を設置して院内ICUを設置[3]。
  - 12月 - 同病院の増築事業竣工式を挙行[3]。
- 2014年（平成26年）
  - 3月 - 同病院の東立体駐車場が全面完成[3]。
  - 4月 - 同病院、地方公営企業法を全部適用[3]。
- 2018年
  - 12月-ドクターカー運行開始
- 2019年
  - 4月-がんゲノム医療連携病院に選定
- 2021年
  - 4月-小児救急医療拠点病院の指定を受ける

## 診療科
- 内科
- 精神科
- 神経内科
- 小児科
- 外科
- 呼吸器外科
- 乳腺甲状腺外科
- 循環器内科
- 心臓血管外科
- 整形外科
- 形成外科
- 脳神経外科
- 泌尿器科
- 産婦人科
- 眼科
- 耳鼻咽喉科
- 皮膚科
- 麻酔科
- リハビリテーション科
- 放射線治療科
- 放射線科
- 病理診断科
- 緩和ケア科
- 腫瘍内科

## 主な指定
- 臨床研修指定病院
- 救命救急センター
- 地域がん診療連携拠点病院
- 地域医療支援病院
- 広島県災害拠点病院
- 第二種感染症指定医療機関